# Championnats du monde de natation 2023
Navigation
Édition précédente Édition suivante
Les championnats du monde de natation 2023, vingtième édition de cette compétition, ont lieu du 14 juillet 2023 au 30 juillet 2023 à Fukuoka au Japon.

## Sélection du pays organisateur
La ville hôte des 19e Championnats du monde de natation, initialement prévus du 16 juillet au 1er août 2021, est à l'origine Budapest, mais, après le retrait de la compétition à Guadalajara pour les Championnats du monde de natation 2017, la capitale hongroise fut désignée pour les organiser. L'organisation a été confiée à Fukuoka le 31 janvier 2016. En même temps, la FINA a annoncé que Doha (Qatar) organisera les Championnats du monde de natation 2023. La compétition est reportée d'une année, en 2022, à la suite de la reprogrammation des J.O. de 2020 en 2021, en raison de la pandémie de maladie à coronavirus. Elle est ensuite encore repoussée d'un an.
En janvier 2022, la situation sanitaire incite les organisateurs à envisager de décaler d'un an supplémentaire les championnats au mois de juillet 2023. Une demande a été envoyée à la fédération internationale et en cas de validation du report, les championnats du monde 2023 de Doha seraient décalés à 2024. Début février 2022, la demande est acceptée et les mondiaux de natation en grand bassin sont officiellement décalés à juillet 2023.
Afin de ne pas avoir 4 ans d'écart entre deux éditions, la FINA annonce l'organisation des Championnats du monde de natation 2022 du 18 juin au 3 juillet 2022 à Budapest ; de ce fait, les Championnats du monde de natation 2023 à Fukuoka seront la vingtième édition de la compétition.

## Programme
75 épreuves sont disputées dans 6 disciplines,. Les épreuves de 25 km en eau libre sont retirées du programme de cette édition. Les épreuves de natation artistique réservées aux hommes font leur apparition.
| Juillet              | 14 | 15 | 16 | 17 | 18 | 19 | 20 | 21 | 22 | 23 | 24 | 25 | 26 | 27 | 28    | 29    | 30 | Total |
| -------------------- | -- | -- | -- | -- | -- | -- | -- | -- | -- | -- | -- | -- | -- | -- | ----- | ----- | -- | ----- |
| Cérémonies           | O  |    |    |    |    |    |    |    |    |    |    |    |    |    |       | C     |    | -     |
| Natation sportive    |    |    |    |    |    |    |    |    |    | 5  | 4  | 5  | 5  | 5  | 5     | 6     | 7  | 42    |
| Nage en eau libre    |    | 1  | 1  |    | 2  |    | 1  |    |    |    |    |    |    |    |       |       |    | 5     |
| Natation artistique  |    | 1  | 2  | 2  | 1  | 2  | 1  | 1  | 1  |    |    |    |    |    |       |       |    | 11    |
| Plongeon             |    | 3  | 2  | 2  | 1  | 1  | 1  | 1  | 2  |    |    |    |    |    |       |       |    | 13    |
| Plongeon de haut vol |    |    |    |    |    |    |    |    |    |    |    |    |    | 1  | 1     |       |    | 2     |
| Water-polo           |    |    | F  | H  | F  | H  | F  | H  | F  | H  | F  | H  | F  | H  | 1 (F) | 1 (H) |    | 2     |

- Cérémonies d'ouverture (O) et de clôture (C)
- X : Nombre de finales
- Qualifications
- H : tournoi masculin de water-polo
- F : tournoi féminin de water-polo

## Nations participantes
192 nations, comités ou entités participent à ces championnats :
- Équipe des réfugiés
- MFS[11]
- Afghanistan
- Afrique du Sud
- Albanie
- Algérie
- Allemagne
- Andorre
- Angola
- Anguilla
- Antigua-et-Barbuda
- Arabie saoudite
- Argentine
- Arménie
- Aruba
- Australie
- Autriche
- Bahamas
- Bahreïn
- Bangladesh
- Barbade
- Belgique
- Bénin
- Bermudes
- Bhoutan
- Bolivie
- Bosnie-Herzégovine
- Botswana
- Brésil
- Brunei
- Bulgarie
- Burkina Faso
- Burundi
- Cambodge
- Cameroun
- Canada
- Cap-Vert
- Chili
- Chine
- Chypre
- Colombie
- Comores
- Corée du Sud
- Costa Rica
- Côte d'Ivoire
- Croatie
- Cuba
- Curaçao
- Danemark
- Djibouti
- Dominique
- Égypte
- Émirats arabes unis
- Équateur
- Espagne
- Estonie
- Eswatini
- États fédérés de Micronésie
- États-Unis
- Éthiopie
- Fidji
- Finlande
- France
- Gabon
- Gambie
- Géorgie
- Ghana
- Royaume-Uni
- Grèce
- Grenade
- Guam
- Guatemala
- Guinée
- Guinée-Bissau
- Guyana
- Haïti
- Honduras
- Hong Kong
- Hongrie
- Îles Caïmans
- Îles Cook
- Îles Féroé
- Îles Mariannes du Nord
- Îles Marshall
- Îles Salomon
- Îles Turques-et-Caïques
- Îles Vierges des États-Unis
- Inde
- Indonésie
- Irak
- Iran
- Irlande
- Islande
- Israël
- Italie
- Jamaïque
- Japon
- Jordanie
- Kazakhstan
- Kirghizistan
- Kosovo
- Koweït
- Laos
- Lesotho
- Lettonie
- Liban
- Libye
- Liechtenstein
- Lituanie
- Luxembourg
- Macao
- Macédoine du Nord
- Madagascar
- Malaisie
- Malawi
- Maldives
- Mali
- Malte
- Maroc
- Maurice
- Mexique
- Moldavie
- Monaco
- Mongolie
- Monténégro
- Mozambique
- Namibie
- Népal
- Nicaragua
- Niger
- Nigeria
- Norvège
- Nouvelle-Zélande
- Oman
- Ouganda
- Ouzbékistan
- Pakistan
- Palaos
- Palestine
- Panama
- Papouasie-Nouvelle-Guinée
- Paraguay
- Pays-Bas
- Pérou
- Pologne
- Porto Rico
- Portugal
- Qatar
- République centrafricaine
- République dominicaine
- République du Congo
- Roumanie
- Rwanda
- Saint-Christophe-et-Niévès
- Saint-Marin
- Saint-Martin
- Saint-Vincent-et-les-Grenadines
- Sainte-Lucie
- Salvador
- Samoa
- Samoa américaines
- Sénégal
- Serbie
- Seychelles
- Sierra Leone
- Singapour
- Slovaquie
- Slovénie
- Soudan
- Sri Lanka
- Suède
- Suisse
- Suriname
- Syrie
- Tadjikistan
- Taipei chinois
- Tanzanie
- Tchéquie
- Thaïlande
- Timor oriental
- Togo
- Tonga
- Trinité-et-Tobago
- Tunisie
- Turkménistan
- Turquie
- Ukraine
- Uruguay
- Vanuatu
- Venezuela
- Viêt Nam
- Yémen
- Zambie
- Zimbabwe

## Résultats

### Natation sportive
Légende :

RM : record du monde   -   RMj : record du monde junior   -   RAf : record d'Afrique    -   RAm : record d'Amérique   -   RAs : record d'Asie   -   RE : record d'Europe   -   RO : record d'Océanie   -   RC : record des championnats   -   RN : record national

#### Femmes
| Épreuves                                   | Or                                                                               | Or               | Argent                                                                       | Argent            | Bronze                                                                  | Bronze            |
| ------------------------------------------ | -------------------------------------------------------------------------------- | ---------------- | ---------------------------------------------------------------------------- | ----------------- | ----------------------------------------------------------------------- | ----------------- |
| Nage libre                                 |                                                                                  |                  |                                                                              |                   |                                                                         |                   |
| 50 m résultats détaillés                   | Sarah Sjöström                                                                   | 23 s 62          | Shayna Jack                                                                  | 24 s 10           | Zhang Yufei                                                             | 24 s 15           |
| 100 m résultats détaillés                  | Mollie O'Callaghan                                                               | 52 s 16          | Siobhán Bernadette Haughey                                                   | 52 s 49           | Marrit Steenbergen                                                      | 52 s 71           |
| 200 m résultats détaillés                  | Mollie O'Callaghan                                                               | 1 min 52 s 85 RM | Ariarne Titmus                                                               | 1 min 53 s 01     | Summer McIntosh                                                         | 1 min 53 s 65 RMj |
| 400 m résultats détaillés                  | Ariarne Titmus                                                                   | 3 min 55 s 38 RM | Katie Ledecky                                                                | 3 min 58 s 73     | Erika Fairweather                                                       | 3 min 59 s 59     |
| 800 m résultats détaillés                  | Katie Ledecky                                                                    | 8 min 8 s 87     | Li Bingjie                                                                   | 8 min 13 s 31 RAs | Ariarne Titmus                                                          | 8 min 13 s 49 RO  |
| 1 500 m résultats détaillés                | Katie Ledecky                                                                    | 15 min 26 s 27   | Simona Quadarella                                                            | 15 min 43 s 31    | Li Bingjie                                                              | 15 min 45 s 71    |
| Dos                                        |                                                                                  |                  |                                                                              |                   |                                                                         |                   |
| 50 m résultats détaillés                   | Kaylee McKeown                                                                   | 27 s 08 RO       | Regan Smith                                                                  | 27 s 11           | Lauren Cox                                                              | 27 s 20           |
| 100 m résultats détaillés                  | Kaylee McKeown                                                                   | 57 s 53 RC       | Regan Smith                                                                  | 57 s 78           | Katharine Berkoff                                                       | 58 s 25           |
| 200 m résultats détaillés                  | Kaylee McKeown                                                                   | 2 min 3 s 85     | Regan Smith                                                                  | 2 min 4 s 94      | Peng Xuwei                                                              | 2 min 6 s 74      |
| Brasse                                     |                                                                                  |                  |                                                                              |                   |                                                                         |                   |
| 50 m résultats détaillés                   | Rūta Meilutytė                                                                   | 29 s 16 RM       | Lilly King                                                                   | 29 s 94           | Benedetta Pilato                                                        | 30 s 04           |
| 100 m résultats détaillés                  | Rūta Meilutytė                                                                   | 1 min 4 s 62     | Tatjana Schoenmaker                                                          | 1 min 5 s 84      | Lydia Jacoby                                                            | 1 min 5 s 94      |
| 200 m résultats détaillés                  | Tatjana Schoenmaker                                                              | 2 min 20 s 80    | Kate Douglass                                                                | 2 min 21 s 23     | Tes Schouten                                                            | 2 min 21 s 63     |
| Papillon                                   |                                                                                  |                  |                                                                              |                   |                                                                         |                   |
| 50 m résultats détaillés                   | Sarah Sjöström                                                                   | 24 s 77          | Zhang Yufei                                                                  | 25 s 05 RAs       | Gretchen Walsh                                                          | 25 s 46           |
| 100 m résultats détaillés                  | Zhang Yufei                                                                      | 56 s 12          | Margaret MacNeil                                                             | 56 s 45           | Torri Huske                                                             | 56 s 61           |
| 200 m résultats détaillés                  | Summer McIntosh                                                                  | 2 min 4 s 06 RMj | Elizabeth Dekkers                                                            | 2 min 5 s 46      | Regan Smith                                                             | 2 min 6 s 58      |
| Quatre nages                               |                                                                                  |                  |                                                                              |                   |                                                                         |                   |
| 200 m résultats détaillés                  | Kate Douglass                                                                    | 2 min 7 s 17     | Alex Walsh                                                                   | 2 min 7 s 97      | Yu Yiting                                                               | 2 min 8 s 74      |
| 400 m résultats détaillés                  | Summer McIntosh                                                                  | 4 min 27 s 11 RC | Katie Grimes                                                                 | 4 min 31 s 41     | Jenna Forrester                                                         | 4 min 32 s 30     |
| Relais                                     |                                                                                  |                  |                                                                              |                   |                                                                         |                   |
| 4 × 100 m nage libre résultats détaillés   | Australie- Mollie O'Callaghan - Shayna Jack - Meg Harris - Emma McKeon           | 3 min 27 s 96 RM | États-Unis- Gretchen Walsh - Abbey Weitzeil - Olivia Smoliga - Kate Douglass | 3 min 31 s 93     | Chine- Cheng Yujie - Yang Junxuan - Wu Qingfeng - Zhang Yufei           | 3 min 32 s 40 RAs |
| 4 × 200 m nage libre résultats détaillés   | Australie- Mollie O'Callaghan - Shayna Jack - Brianna Throssell - Ariarne Titmus | 7 min 37 s 50 RM | États-Unis- Erin Gemmell - Katie Ledecky - Bella Sims - Alex Shackell        | 7 min 41 s 38     | Chine- Li Bingjie - Li Jiaping - Ai Yanhan - Liu Yaxin                  | 7 min 44 s 40     |
| 4 × 100 m quatre nages résultats détaillés | États-Unis- Regan Smith - Lilly King - Gretchen Walsh - Kate Douglass            | 3 min 52 s 08    | Australie- Kaylee McKeown - Abbey Harkin - Emma McKeon - Mollie O'Callaghan  | 3 min 53 s 37     | Canada- Kylie Masse - Sophie Angus - Margaret MacNeil - Summer McIntosh | 3 min 54 s 12     |

### Nage en eau libre
Légende
RM : record du monde  -  Raf : record d'Afrique  -  RAm : record d'Amérique  -  RAs : record d'Asie  -  RE : record d'Europe  -  ROc : record d'Océanie  -  RC : record des championnats  -  RN : record national  -  disq. : disqualification
| Hommes             |                                                                                         |                   |                                                                           |                   |                                                                          |                   |
| 5 km               | Florian Wellbrock                                                                       | 53 min 58 s       | Gregorio Paltrinieri                                                      | 54 min 2 s 50     | Domenico Acerenza                                                        | 54 min 4 s 20     |
| 10 km              | Florian Wellbrock                                                                       | 1 h 50 min 40 s 3 | Kristóf Rasovszky                                                         | 1 h 50 min 59 s   | Oliver Klemet                                                            | 1 h 51 min 0 s 8  |
| Femmes             |                                                                                         |                   |                                                                           |                   |                                                                          |                   |
| 5 km               | Leonie Beck                                                                             | 59 min 31 s 70    | Sharon van Rouwendaal                                                     | 59 min 32 s 70    | Ana Marcela Cunha                                                        | 59 min 33 s 90    |
| 10 km              | Leonie Beck                                                                             | 2 h 2 min 34 s 0  | Chelsea Gubecka                                                           | 2 h 2 min 38 s 1  | Katie Grimes                                                             | 2 h 2 min 42 s 3  |
| Par équipes mixtes |                                                                                         |                   |                                                                           |                   |                                                                          |                   |
| 6 km               | Italie- Barbara Pozzobon - Ginevra Taddeucci - Domenico Acerenza - Gregorio Paltrinieri | 1 h 10 min 31 s 2 | Hongrie- Bettina Fábián - Anna Olasz - Kristóf Rasovszky - Dávid Betlehem | 1 h 10 min 35 s 3 | Australie- Chelsea Gubecka - Moesha Johnson - Nicholas Sloman - Kyle Lee | 1 h 11 min 26 s 7 |

### Natation artistique
| Hommes                  | |                 | |                 | |                 |
| Solo libre              | Dennis González Boneu | 193,0334 points | Gustavo Sanchez | 189,9625 points | Kenneth Gaudet | 179,5562 points |
| Solo technique          | Fernando Díaz del Río | 224,5550 points | Kenneth Gaudet | 216,8000 points | Eduard Kim | 216,0000 points |
| Femmes                  | |                 | |                 | |                 |
| Solo libre              | Yukiko Inui | 254,6062 points | Vasiliki Alexandri | 229,3251 points | Kate Shortman | 219,9542 points |
| Solo technique          | Yukiko Inui | 276,5717 points | Vasiliki Alexandri | 264,4200 points | Iris Tió | 254,2100 points |
| Duo libre               | Autriche- Anna-Maria Alexandri - Eirini-Marina Alexandri                                                                                | 255,4583 points | Chine- Wang Liuyi - Wang Qianyi | 255,2480 points | Japon- Moe Higa - Mashiro Yasunaga | 249,5167 points |
| Duo technique           | Japon- Moe Higa - Mashiro Yasunaga | 273,9500 points | Italie- Linda Cerruti - Lucrezia Ruggiero | 263,0334 points | Espagne- Alisa Ozhogina - Iris Tió | 257,8368 points |
| Par équipes libre       | Chine- Wang Liuyi - Xiang Binxuan - Zhang Yayi - Xiao Yanning - Chang Hao - Wang Ciyue - Feng Yu - Wang Qianyi                          | 329,1687 points | Japon- Megumu Yoshida - Ami Wada - Akane Yanagisawa - Moeka Kijima - Moe Higa - Uta Kobayashi - Mashiro Yasunaga - Ayanao Shimada                      | 317,8085 points | Ukraine- Vladyslava Aleksiïva - Marta Fiedina - Valeriya Tyshchenko - Anastasiia Shmonina - Maryna Aleksiïva - Veronika Hryshko - Anhelina Ovchynnikova - Daria Moshynska | 256,2415 points |
| Par équipes technique   | Espagne- Cristina Arambula - Paula Ramirez - Blanca Toledano - Iris Tio - Meritxell Mas - Sara Saldana - Alisa Ozhogina - Marina García | 281,6893 points | Italie- Linda Cerruti - Marta Iacoacci - Isotta Sportelli - Enrica Piccoli - Sofia Mastroianni - Lucrezia Ruggiero - Francesca Zunino - Giulia Vernice | 274,5155 points | États-Unis- Daniella Ramirez - Jacklyn Luu - Ruby Remati - Jaime Czarkowski - Anita Alvarez - Natalia Vega - Megumi Field - Audrey Kwon                                   | 273,7396 points |
| Mixte                   | |                 | |                 | |                 |
| Duo libre               | Chine- Cheng Wentao - Shi Haoyu | 225,1020 points | Mexique- Itzamary González - Diego Villalobos | 192,5500 points | Espagne- Mireia Hernández - Dennis González Boneu | 183,4207 points |
| Duo technique           | Japon- Tomoka Sato - Yotaro Sato | 255,5066 points | Espagne- Dennis González Boneu - Emma García | 248,0499 points | Chine- Cheng Wentao - Shi Haoyu | 247,3033 points |
| Par équipes acrobatique | Chine- Chang Hao - Feng Yu - Zhang Yayi - Wang Ciyue - Xiao Yanning - Shi Haoyu - Cheng Wentao - Xiang Binxuan                          | 238,0033 points | États-Unis- Anita Alvarez - Audrey Kwon - Keana Hunter - Nicole Dzurko - Calista Liu - Jaime Czarkowski - Daniella Ramirez - Bill May                  | 232,4033 points | Japon- Moka Fujii - Hikari Suzuki - Yotaro Sato - Akane Yanagisawa - Ikoi Hirota - Megumu Yoshida - Tomoka Sato - Moeka Kijima                                            | 220,5867 points |

### Plongeon

#### Épreuves individuelles
| Épreuves          | Or               | Or            | Argent        | Argent        | Bronze         | Bronze        |
| ----------------- | ---------------- | ------------- | ------------- | ------------- | -------------- | ------------- |
| Hommes            |                  |               |               |               |                |               |
| Tremplin à 1 m    | Peng Jianfeng    | 440,45 points | Osmar Olvera  | 428,85 points | Zheng Jiuyuan  | 418,30 points |
| Tremplin à 3 m    | Wang Zongyuan    | 538,10 points | Osmar Olvera  | 507,50 points | Long Daoyi     | 499,75 points |
| Plateforme à 10 m | Cassiel Rousseau | 520,85 points | Lian Junjie   | 512,35 points | Yang Hao       | 504,00 points |
| Femmes            |                  |               |               |               |                |               |
| Tremplin à 1 m    | Lin Shan         | 318,60 points | Li Yajie      | 306,35 points | Aranza Vázquez | 285,05 points |
| Tremplin à 3 m    | Chen Yiwen       | 359,50 points | Chang Yani    | 341,50 points | Pamela Ware    | 332,00 points |
| Plateforme à 10 m | Chen Yuxi        | 457,85 points | Quan Hongchan | 445,60 points | Caeli McKay    | 340,25 points |

#### Épreuves synchronisées
| Épreuves                  | Or                                                          | Or            | Argent                                                                     | Argent        | Bronze                                                                        | Bronze        |
| ------------------------- | ----------------------------------------------------------- | ------------- | -------------------------------------------------------------------------- | ------------- | ----------------------------------------------------------------------------- | ------------- |
| Hommes                    |                                                             |               |                                                                            |               |                                                                               |               |
| Tremplin à 3 m            | Chine- Long Daoyi - Wang Zongyuan                           | 456,33 points | Grande-Bretagne- Anthony Harding - Jack Laugher                            | 424,62 points | France- Jules Bouyer - Alexis Jandard                                         | 389,10 points |
| Plateforme à 10 m         | Chine- Lian Junjie - Yang Hao                               | 477,75 points | Ukraine- Kirill Boliukh - Oleksiy Sereda                                   | 439,32 points | Mexique- Kevin Berlín - Randal Willars                                        | 434,16 points |
| Femmes                    |                                                             |               |                                                                            |               |                                                                               |               |
| Tremplin à 3 m            | Chine- Chang Yani - Chen Yiwen                              | 341,94 points | Grande-Bretagne- Yasmin Harper - Scarlett Mew Jensen                       | 306,35 points | Italie- Elena Bertocchi - Chiara Pellacani                                    | 285,05 points |
| Plateforme à 10 m         | Chine- Chen Yuxi - Quan Hongchan                            | 369,84 points | Grande-Bretagne- Andrea Spendolini-Sirieix - Lois Toulson                  | 311,76 points | États-Unis- Jessica Parratto - Delaney Schnell                                | 294,42 points |
| Mixte                     |                                                             |               |                                                                            |               |                                                                               |               |
| Tremplin à 3 m            | Chine- Zhu Zifeng - Lin Shan                                | 326,10 points | Australie- Domonic Bedggood - Maddison Keeney                              | 307,38 points | Italie- Matteo Santoro - Chiara Pellacani                                     | 294,12 points |
| Plateforme à 10 m         | Chine- Wang Feilong - Zhang Jiaqi                           | 339,54 points | Mexique- Diego Balleza - Viviana del Ángel                                 | 313,44 points | Japon- Hiroki Ito - Minami Itahashi                                           | 305,34 points |
| Par équipes (3 m et 10 m) | Chine- Bai Yuming - Zheng Jiuyuan - Si Yajie - Zhang Minjie | 489,65 points | Mexique- Gabriela Agúndez - Jahir Ocampo - Randal Willars - Aranza Vázquez | 455,35 points | Allemagne- Christina Wassen - Moritz Wesemann - Lena Hentschel - Timo Barthel | 432,15 points |

### Plongeon de haut vol
| Épreuves           | Or                  | Or            | Argent        | Argent        | Bronze           | Bronze        |
| ------------------ | ------------------- | ------------- | ------------- | ------------- | ---------------- | ------------- |
| Hommes (27 mètres) | Constantin Popovici | 472,80 points | Cătălin Preda | 438,45 points | Gary Hunt        | 426,30 points |
| Femmes (20 mètres) | Rhiannan Iffland    | 357,40 points | Molly Carlson | 322,80 points | Jessica Macaulay | 320,95 points |

### Water-polo
| Épreuves | Or | Argent | Bronze |
| -------- | --- | --- | --- |
| Hommes   | Hongrie - Márton Lévai - Dániel Angyal - Krisztián Manhercz - Zoltán Pohl - Márton Vámos - Ádám Nagy - Gergő Zalánki - Gergő Fekete - Toni Német - Dénes Varga - Szilárd Jansik - Vendel Vigvári - Soma Vogel - Erik Molnár - Vince Vigvári  | Grèce - Emmanouil Zerdevas - Konstantinos Genidounias - Dimitrios Skoumpakis - Efstathios Kalogeropoulos - Ioannis Fountoulis - Aléxandros Papanastasíou - Georgios Dervisis - Stylianos Argyropoulos - Dimitrios Nikolaidis - Konstantinos Kakaris - Ioannis Alafragkis - Konstantinos Gkiouvetsis - Panagiotis Tzortzatos - Nikolaos Gkillas - Aristeidis Chalyvopoulos | Espagne - Unai Aguirre - Alberto Munárriz - Álvaro Granados - Bernat Sanahuja - Miguel del Toro - Marc Larumbe - Martin Famera - Sergi Cabanas - Roger Tahull - Felipe Perrone - Blai Mallarach - Alejandro Bustos - Eduardo Lorrio - Alberto Barroso - Fran Valera |
| Femmes   | Pays-Bas - Laura Aarts - Iris Wolves - Brigitte Sleeking - Sabrina van der Sloot - Maartje Keuning - Simone van de Kraats - Bente Rogge - Vivian Sevenich - Kittylynn Joustra - Lieke Rogge - Lola Moolhuijzen - Nina ten Broek - Sarah Buis | Espagne - Laura Ester - Cristina Nogué - Anni Espar - Beatriz Ortiz - Nona Pérez - Paula Crespí - Elena Ruiz - María del Pilar Peña - Judith Forca - Paula Camus - María García Godoy - Paula Leitón - Martina Terré | Italie - Giuseppina Condorelli - Chiara Tabani - Giuditta Galardi - Silvia Avegno - Sofia Giustini - Dafne Bettini - Domitilla Picozzi - Roberta Bianconi - Valeria Palmieri - Claudia Marletta - Agnese Cocchiere - Giulia Viacava - Caterina Banchelli            |

## Tableau des médailles
Tableau officiel de World Aquatics (Fédération international de natation) pour Fukuoka.
- Pays organisateur (Japon)

| Rang  | Nation           | Or | Argent | Bronze | Total |
| ----- | ---------------- | -- | ------ | ------ | ----- |
| 1     | Chine            | 20 | 8      | 12     | 40    |
| 2     | Australie        | 15 | 9      | 6      | 30    |
| 3     | États-Unis       | 7  | 22     | 15     | 44    |
| 4     | Japon            | 4  | 1      | 5      | 10    |
| 5     | France           | 4  | 0      | 4      | 8     |
| 6     | Allemagne        | 4  | 0      | 3      | 7     |
| 7     | Espagne          | 3  | 2      | 4      | 9     |
| 8     | Italie           | 2  | 7      | 5      | 14    |
| 9     | Royaume-Uni      | 2  | 5      | 5      | 12    |
| 10    | Canada           | 2  | 3      | 5      | 10    |
| 11    | Hongrie          | 2  | 2      | 0      | 4     |
| 12    | Tunisie          | 2  | 1      | 0      | 3     |
| 13    | Suède            | 2  | 0      | 0      | 2     |
| 13    | Lituanie         | 2  | 0      | 0      | 2     |
| 15    | Pays-Bas         | 1  | 2      | 2      | 5     |
| 16    | Autriche         | 1  | 2      | 0      | 3     |
| 17    | Roumanie         | 1  | 1      | 0      | 2     |
| 17    | Afrique du Sud   | 1  | 1      | 0      | 2     |
| 19    | Mexique          | 0  | 5      | 2      | 7     |
| 20    | Ukraine          | 0  | 1      | 1      | 2     |
| 21    | Colombie         | 0  | 1      | 0      | 1     |
| 21    | Grèce            | 0  | 1      | 0      | 1     |
| 21    | Hong Kong        | 0  | 1      | 0      | 1     |
| 21    | Pologne          | 0  | 1      | 0      | 1     |
| 21    | Portugal         | 0  | 1      | 0      | 1     |
| 26    | Brésil           | 0  | 0      | 1      | 1     |
| 26    | Corée du Sud     | 0  | 0      | 1      | 1     |
| 26    | Kazakhstan       | 0  | 0      | 1      | 1     |
| 26    | Nouvelle-Zélande | 0  | 0      | 1      | 1     |
| 26    | Suisse           | 0  | 0      | 1      | 1     |
| Total | Total            | 75 | 77     | 74     | 226   |